# Projet Pietà
Pietà est une marque de mode péruvienne née en 2012 dans les prisons de Lima. C'est une marque indépendante, éloignée des diktats de la mode. En effet, la marque est un projet de réinsertion des détenus, par la couture.

## Historique
Pietà naît en 2012 dans les prisons de Lima, au cœur de l’Amérique latine. Le designer français Thomas Jacob, à l'origine du projet explique à l'AFP avoir eu « une révélation » en 2012 en accompagnant un ami qui donnait des cours de français dans la prison de San Pedro : « J'ai proposé aux autorités pénitentiaires de monter un atelier de confection de vêtements dans la prison en tant que projet professionnel, en faisant le pari que les détenus seraient intéressés par le fait de rentabiliser leur temps en prison. ».
C'est ici qu'un groupe de détenus de la prison de San-Jorge et de la prison des femmes de Santa-Monica, se réunissent et mettent en commun leur savoir-faire (couture, tricot, broderie, maroquinerie). La marque se développe petit à petit et ouvre son e-shop sur son site internet.
En parallèle, la nécessité de production oblige l'équipe a s'agrandir et le projet à se développer dans une autre prison de Lima, dans le pénitencier de San Pedro à Lurigancho, considéré comme une des pires prisons au monde et qui fut le théâtre d'une mutinerie parmi les plus grandes d'Amérique latine. Ici, l'atelier de couture coud les nouveaux modèles de la marque et un atelier de sérigraphie imprime les designs imprimés.
Désormais, Pietà est vendu dans différentes capitales mondiales. La marque au style streetwear réalise tout types de vêtements, du pantalon au t-shirt en passant par les casquettes, pulls, etc.

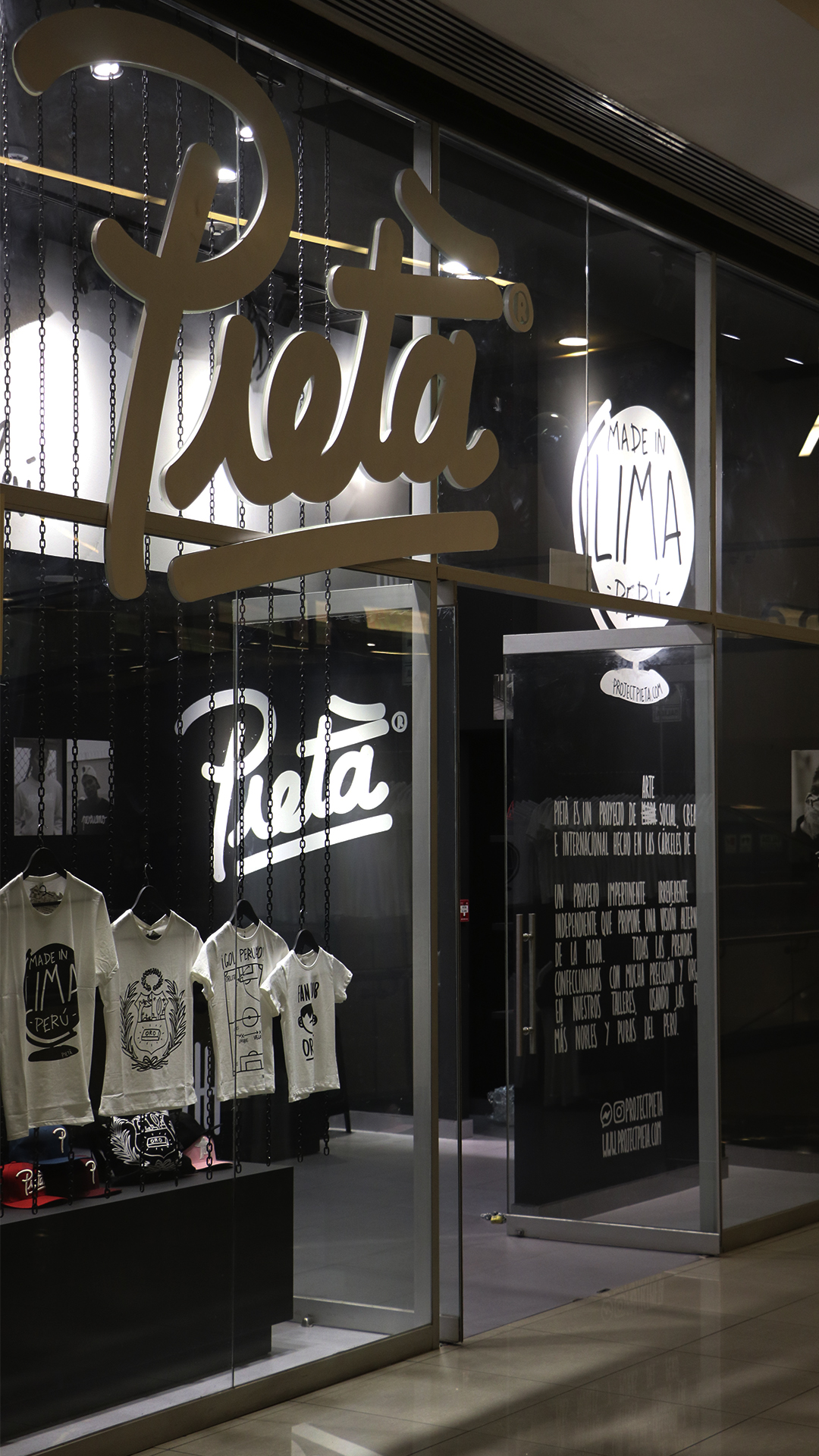
Une boutique de la marque au centre commercial de l'Open Plaza Angamos à Lima, au Pérou.

## Philosophie
« Pietà », s’inspire d’une sculpture de Michel-Ange. Cette sculpture représente la dernière étape avant la résurrection, c’est une renaissance de l’homme qui ne se rend pas. C’est l’espoir des prisonniers.
Les imprimés Pietà représentent graphiquement l’inspiration et l'essence du projet Pietà. Le style est inspiré par la prison, le côté obscur de l’être humain, avec des messages forts qui expriment la réalité et les sentiments des détenus. Les coupes et le design des vêtements s'inspirent notamment du constructivisme russe et de motifs industriels ou rappelant l'univers carcéral : usines, cadenas, haut-parleurs… Tandis que le logo de Pietà représente des barreaux de prison.
Enfin, Pietà est une marque alternative qui propose une autre vision de la mode : sans campagne de publicité et sans mannequin pour les photos : ce sont des détenus qui font office de mannequins.

## Vision éthique
L'éthique de Pietà repose sur deux piliers : l'engagement social et environnemental.
Au niveau social, les vêtements de la marque sont confectionnés par les détenus de la prison de Lurigancho, à Lima, au Pérou. En échange de leur travail, les détenus perçoivent un pourcentage des ventes, ils obtiennent aussi des remises de peine et de solides compétences pour leur réinsertion. Cela leur permet aussi de se libérer, de penser à autre chose et de passer un peu plus vite le temps derrière les barreaux.
Au niveau environnemental, tous les matériaux utilisés sont naturels et organiques. Les vêtements de la marque sont sérigraphiés avec des encres écologiques à base d’eau. De plus ils sont coupés entièrement dans du coton péruvien peigné et tissé en jersey 30/1 par la marque (du coton pima organique et de la laine d'alpaga écologique des hauts plateaux andins).

## Organisation
Pietà s'est développé dans trois prisons de Lima et de sa banlieue, où travaillent une cinquantaine de détenus :
- La prison des femmes de Santa Monica, Chorrillos (couture, tricot, broderie, tissage, maille).
- La prison des hommes de San Pedro, Lurigancho (couture, sérigraphie).
- La prison des hommes de San Jorge, Lima (maroquinerie et travail du cuir).

## Galerie

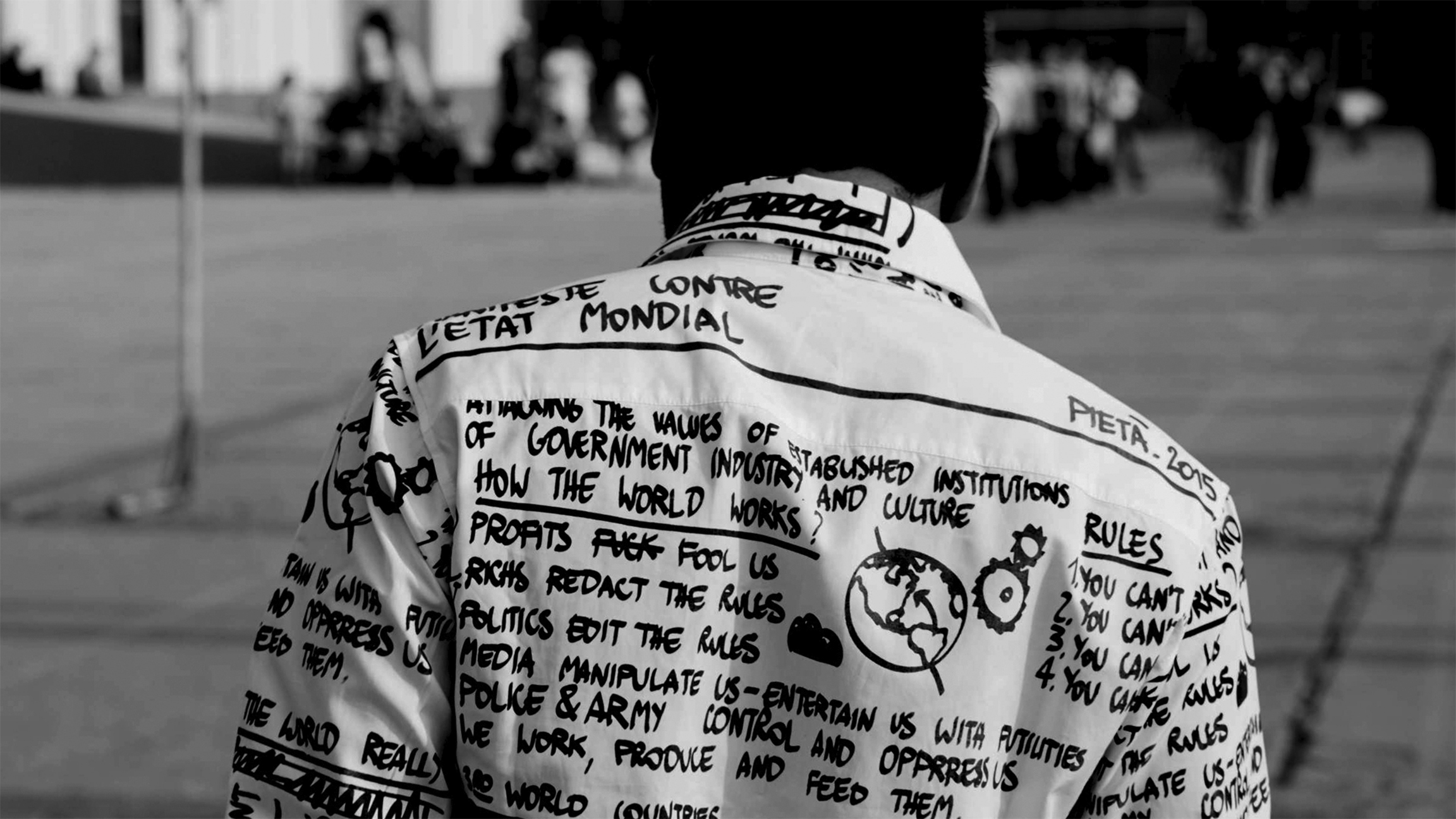
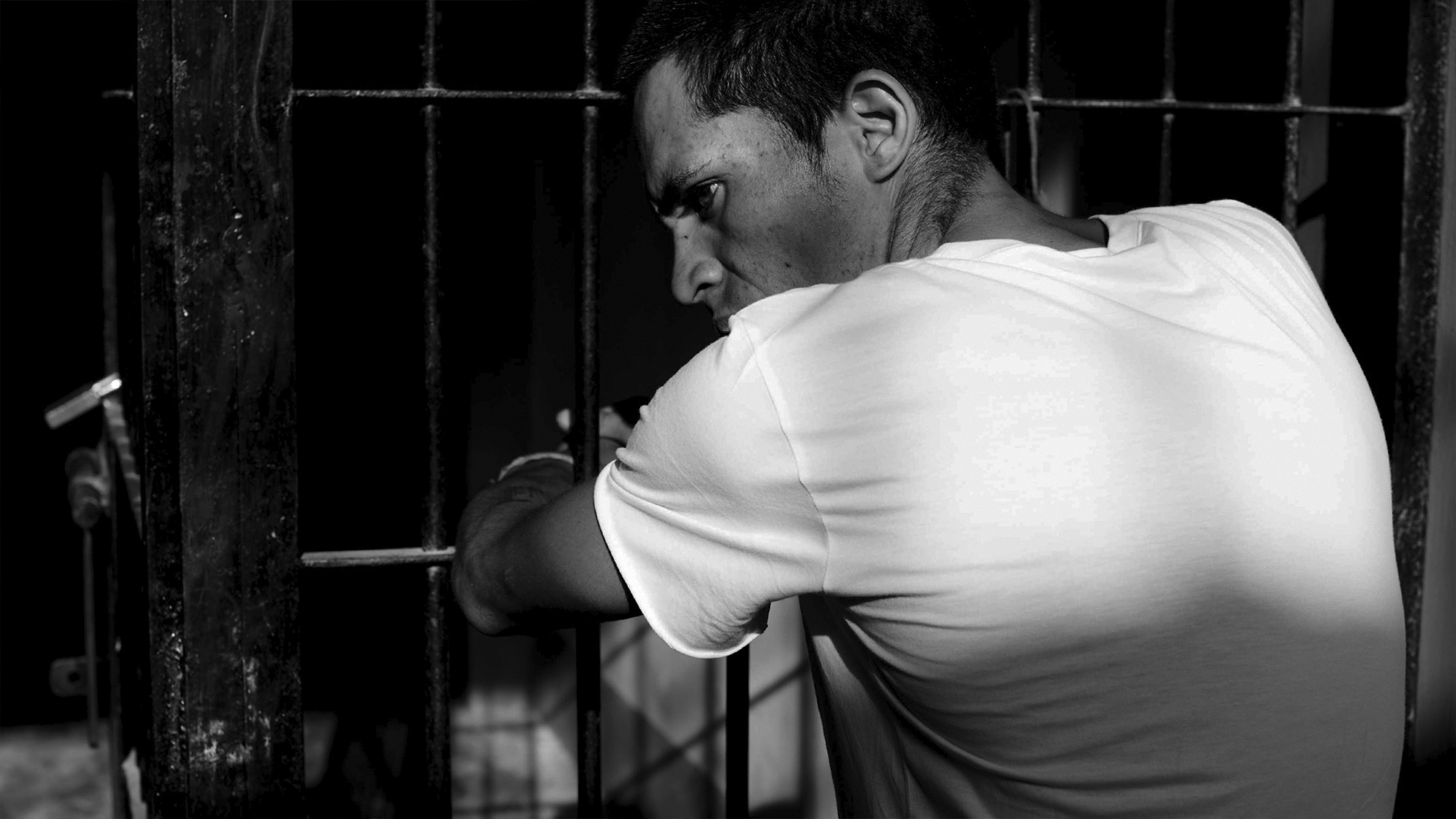
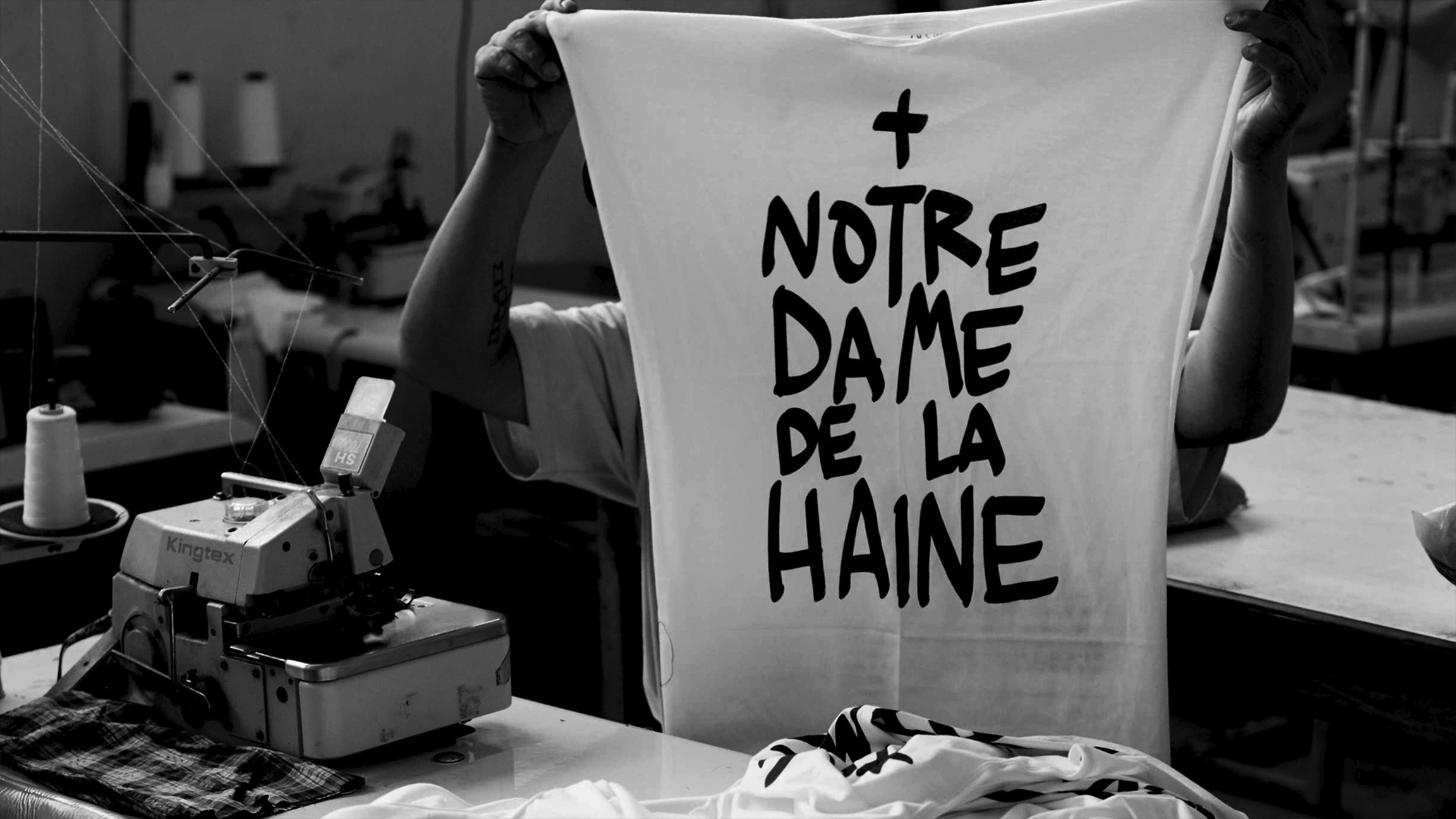
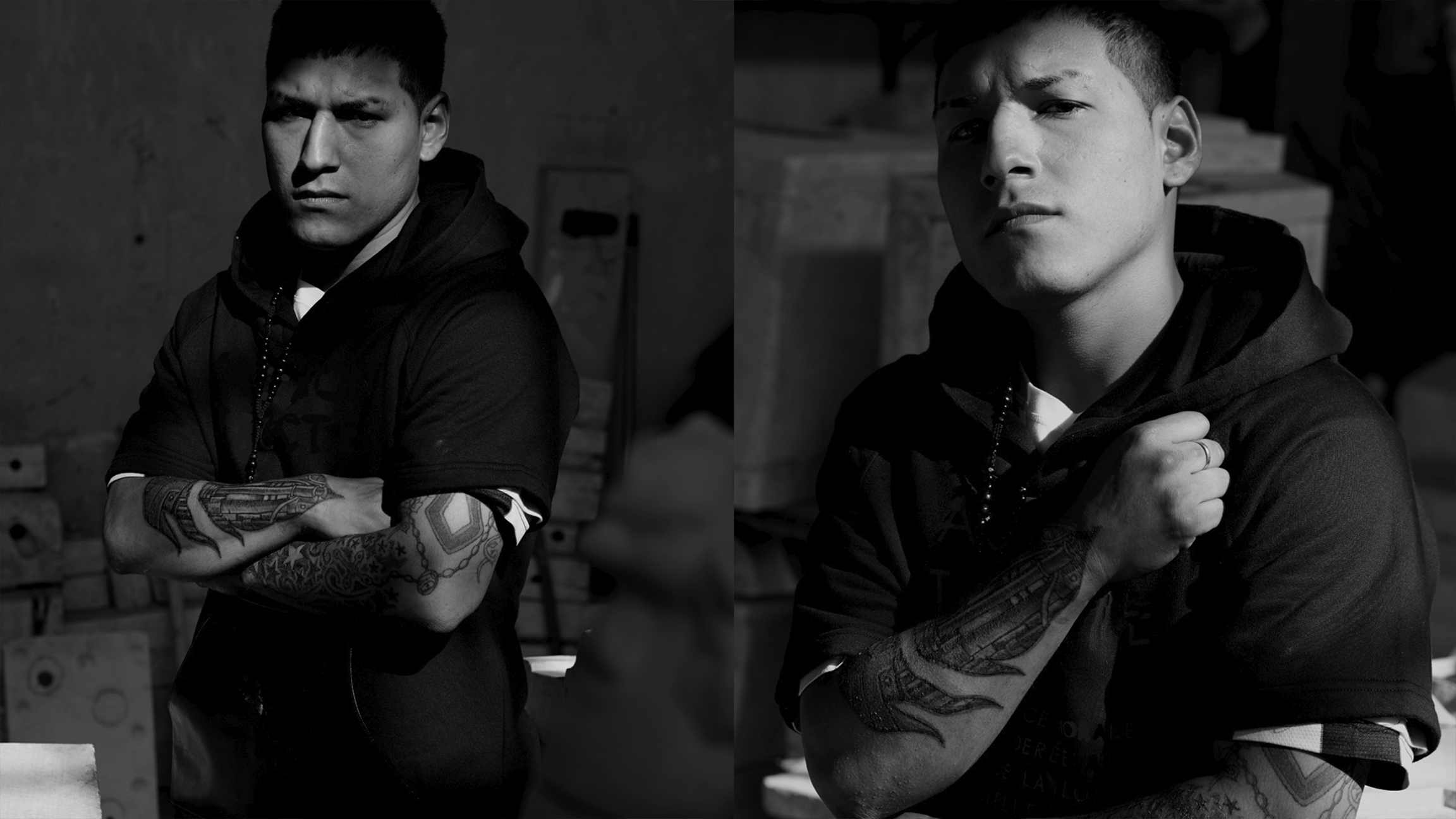
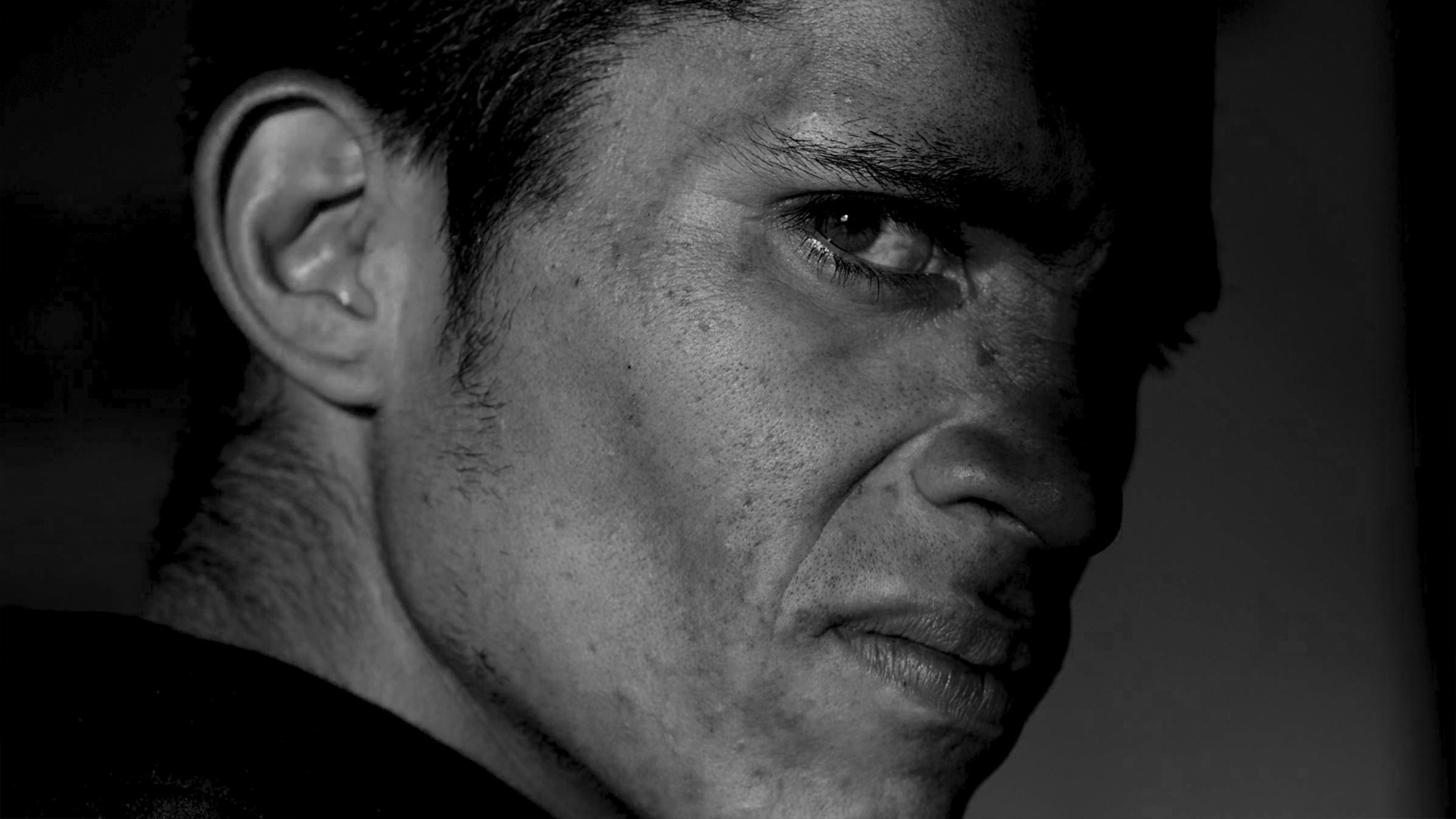
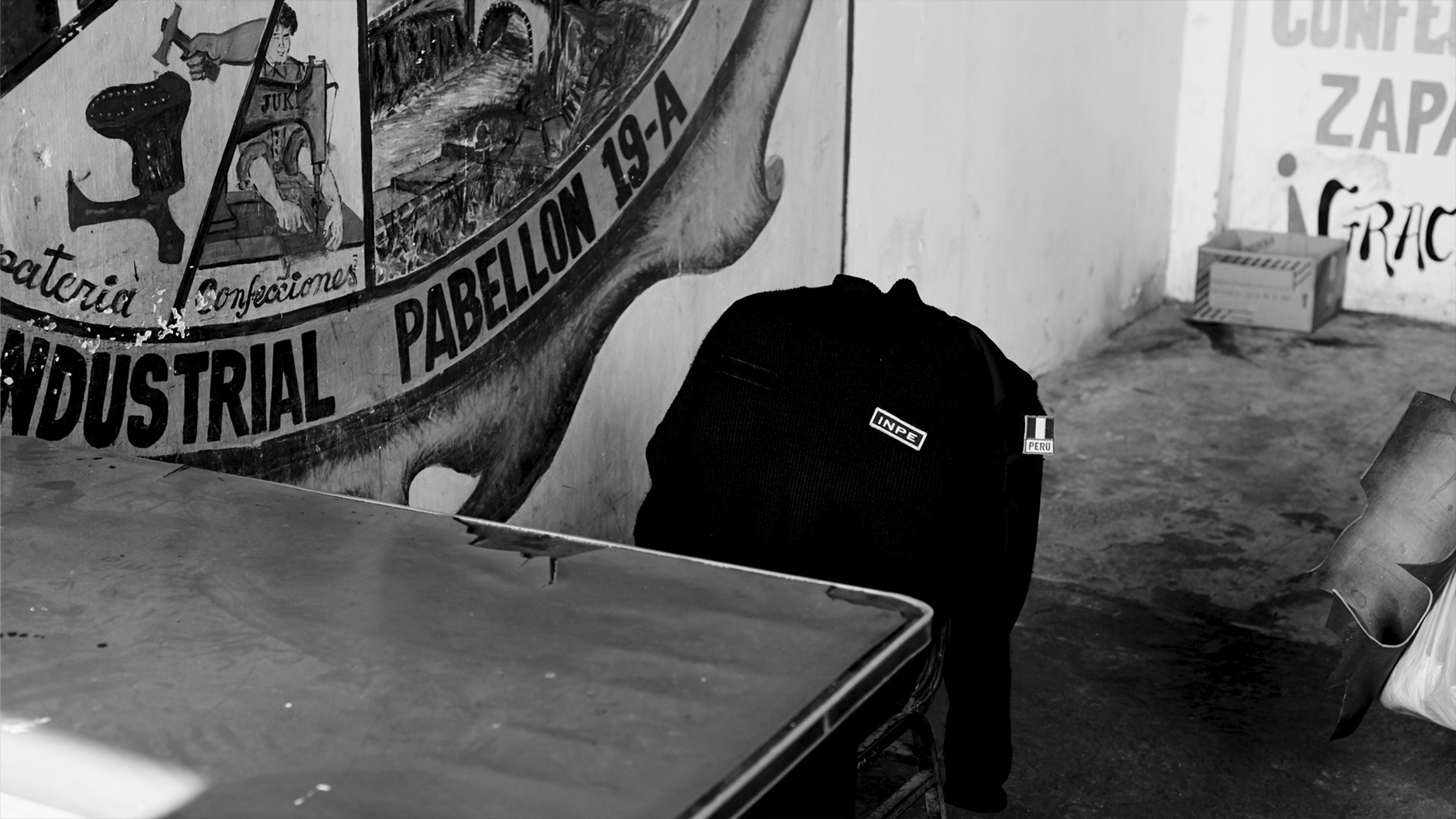